# Umidigi C2
Umidigi C2 — смартфон, выпущенный китайской компанией Umidigi (бывшая Umi) в 2017 году.

## Экран
Смартфон оснащён ёмкостным сенсорным экраном диагональю 5 дюймов, распознающим 10 одновременных касаний (10-точечный мультитач). Разрешение экрана составляет 1920х1080 (FullHD), отношение сторон — 16:9, разрешающая способность — 441 пикселей на дюйм (ppi). Экран способен отображать 16777216 оттенков.

## Защита
Смартфон не обладает сертификацией на соответствие какому-либо стандарту защиты. Следовательно, он является уязвимым для воздействия воды, пыли, механических повреждений, а также не подходит для использования во взрывоопасных средах. Экран смартфона покрыт защитным стеклом, которое защищает его от царапин ногтями и металлическими предметами, но не может уберечь от царапин песком, поскольку кварц (компонент песка) обладает большей твёрдостью, чем стекло.

## Программное обеспечение
Смартфон оснащён операционной системой Android 7.0 Nougat, разработанной в американской компании Google. Используется прошивка с графической оболочкой UMI OS, а также со встроенными сервисами Google (жарг. Gapps). В частности, предустановлен клиент магазина приложений и мультимедийного контента Google Play, с помощью которого смартфон можно оснастить большим количеством приложений от сторонних разработчиков. Предустановлен ряд стандартных приложений: медиаплеер, многофункциональные часы, просмотрщик фотографий, FM-радио, калькулятор и другие.

## Технические характеристики
- Поддержка стандартов связи: 4G/LTE (Band 1, 3, 7, 20); 3G/WCDMA 900/2100 МГц; GSM GPRS/EDGE 850/900/1800/1900 МГц; два слота под SIM карты
- Размеры: 142,6 x 69,25×9,5 мм
- Вес: 148 г
- Платформа: UMI OS, основанная на Android 7.0 Nougat
- Процессор: 1,5 ГГц, восьмиядерный, MediaTek MT6750T
- Дисплей: 5-дюймовый, Sharp IGZO, разрешением 1920х1080 пикселей, скругленное 2.5D стекло Gorilla Glass 4
- Основная камера: 13МП, сенсор Samsung, двойная светодиодная вспышка, автофокус
- Фронтальная камера: 5 МП, сенсор Samsung GC5005
- Память: 4 Гб ОЗУ, 64 Гб встроенной, слот под microSD карты памяти (вместо второй SIM карты)
- Коммуникации: Wi-Fi 802.11a/b/g/n, Bluetooth 4.0, microUSB 2.0, GPS/ГЛОНАСС, аудио разъем 3,5 мм
- Аккумулятор: 4000 мА/ч
- Прочее: Сканер отпечатков пальцев Touch ID 2.1